# Bies músic
El bies músic (Bias musicus) és una espècie d'ocell de la família dels platistèirids (Platysteiridae) i única espècie del gènere Bias Lesson, 1831. Habita la selva humida i boscos de ribera de l'Àfrica Occidental i Central, Kenya, Tanzània i Moçambic.